# Masai (volk)
De Masai zijn een grotendeels nomadisch volk in Oost-Afrika, voornamelijk woonachtig in Kenia en Tanzania. Ze behoren tot de Nilotische volkeren. De Masai slaagden erin om, ondanks de groeiende moderne civilisatie, meerdere van hun eeuwenoude tradities te bewaren. Door verschillende oorzaken, zoals de afname van weidegrond voor hun vee en droogte, staat deze traditionele leefwijze sterk onder druk. De totale populatie van de Masai werd in 2009 geschat op 1.455.000, ruim de helft hiervan leeft in Kenia.
De Masai spreken het Maa (of Masai), behorende tot de Oost-Nilotische Ongamo-Maa-talen.

## Kenmerken
De Masai is een nomadenstam, ze kennen geen landsgrenzen. Het vee is het belangrijkst voor de Masai. Ze eten het vlees, drinken het bloed en melk, gebruiken de huiden voor huizen en hun botten voor bijvoorbeeld kammen.
Toen in 1840 voor het eerst Europeanen (door de Masai "enjugu" -behaarden- genoemd) naar Kenia kwamen, ging het mis voor de Masai. Het was ontzettend droog, door de immigranten kwamen er westerse ziekten naar de Masai en er brak runderpest uit. Veel Masai en hun vee vonden de dood. Ze werden daarop door verscheidene andere stammen aangevallen, wat door hun verzwakte status zelden een goede afloop kende. Hierdoor en door een herverdeling van de gronden door de Engelse bezetters, verloren de Masai het merendeel van hun land. De Masai staan nog steeds onder druk, doordat de regering van Kenia stukken grond bij nationale parken als Serengeti, Masai Mara en Amboseli wil voegen.

## Religie
De Masai geloven in de god Engaï. Over het allereerste begin geloven ze dit:

De god Engaï had drie kinderen. Aan die kinderen gaf hij drie verschillende cadeaus. Het eerste kind kreeg pijl-en-boog. Van hem stammen de jagers af. Het tweede kind kreeg een ploeg. Zijn nakomelingen zijn de landbouwers. Het derde kind kreeg een stok. Met deze stok kon hij herder van het vee zijn. Van dit derde kind stammen de Maasai af.

Ze geloven dat Engaï hun al het vee gaf en daarom dachten ze dat al het vee op de hele wereld van hen is. Ze geloven dit over de dood:

Lang geleden zei de god Engaï tegen een Maasai krijger: "jullie zullen nooit dood hoeven. Als er iemand dood gaat hoef je alleen maar te zeggen: "mens, sterf en word weer levend. Maan, sterf en blijf dood." De Masai krijger onthield dat. Toen ging er iemand dood. Het was alleen een vijand van de Maasai krijger. De Maasai krijger zei: "maan, sterf en word weer levend. Mens, sterf en blijf dood." De mens ging dood en kwam nooit meer terug. De maan kwam elke nacht weer terug. Toen ging een van de krijger zijn eigen zonen dood.
Toen zei hij: "mens, sterf en word weer levend. Maan, sterf en blijf dood." Toen kwam Engaï. Hij zei: "Je hebt je kans gehad. Toen de vorige persoon dood ging, zei je dit niet. Je kunt niet meer terug." Zo komt het dat mensen dood gaan en de maan elke nacht weer levend wordt.

## Eten
Masai eten vooral vlees. Ze eten het vlees van koeien, geiten en schapen. De Maasai voedden zich ook met wilde dieren zoals gazellen, buffels, gnoes en giraffen. Ze aten echter geen vis of kip. Vroeger aten ze nauwelijks producten van de landbouw, zoals maïs. Nu eten ze 's ochtends pap van maïsmeel. Ze eten niet veel groenten en fruit. Toch zijn ze gezond. In de droge tijd, als de koeien weinig melk geven, drinken ze ook weleens bloed van koeien. Het "laten bloeden van een koe" doen ze volgens traditie. Ze zoeken een gezonde koe uit de kudde. Ze binden de hals af met een riem. Dan schiet de eigenaar van de koe met pijl-en-boog in de hals van het dier. Ze vangen het bloed op in een kalebas. Als er ongeveer een halve liter in zit knijpen ze de wond even dicht, om het bloeden te laten stoppen en dan mag de koe weer bij de kudde. Een koe heeft er geen last van als deze een halve liter bloed verliest. Ze letten er wel op dat die koe niet nog een keer hoeft te bloeden in ongeveer vier weken. Ze doen melk bij het bloed en drinken het op. Maasai houden van zoete dingen. Zoete thee betekent: welkom, en: het gaat mij goed. De melk lengen ze aan met de urine van koeien om verzuring door slechte bacteriën tegen te gaan. Ze verzamelen ook honing van grondbijen. Die zijn veel kleiner dan gewone bijen en ze steken niet. Hun honing zit ongeveer een meter diep in de grond. De honing wordt heel voorzichtig door de mannen opgegraven.

## Sieraden en kleding

Keekorok Kenia Maasaivrouw

De Maasai dragen over hun naakte lichaam als kleding slechts één tot twee doeken (shuka), die ze over hun schouders knopen, en meestal een met kralen versierde zwaardriem waar hun korte zwaard aan hangt. De kleding van de Maasai symboliseert het lidmaatschap van een etnische groep, een pastoralistische levensstijl, evenals de sociale positie van een individual.
Hieruit kunnen ze de rollen bepalen die ze binnen de stam op zich nemen. Traditionele Maasai-kleding is zowel een middel van stamidentificatie als symboliek: jonge mannen dragen bijvoorbeeld enkele maanden na hun besnijdenis zwarte kleding.
Dichter bij de steden wordt ook wel een (korte) broek gedragen, als aanpassing aan de stedelijke kleding en omdat traditioneel naaktlopen daar verboden is, maar buiten de stad gaat men meestal nog traditioneel gekleed (of ontkleed) zonder broek. Over hun schouders dragen ze een groot doek die ze een kanga noemen en die hen overdag beschermt tegen de zon en 's ochtends en 's avonds tegen de kou. De vrouwen dragen meestal een leren rok die het bovenlichaam vrij laat. De Maasai dragen over het algemeen rode kleding, omdat die kleur voor hen het leven en bloed symboliseert. Bovendien zou rood wilde dieren afschrikken. De mannen hadden ook een speer en een schild. De vrouwen niet.
De Maasai houden van versieringen. Zowel mannen als vrouwen dragen oorbellen in hun oorlel en aan de bovenkant van hun oor. Ook dragen ze veel kettingen, die gemaakt zijn van kleine kraaltjes waarvan de kleur een bepaalde betekenis heeft. Sieraden kunnen ook het geslacht, de relatiestatus en de leeftijd van een individu aangeven.. Het doorboren en oprekken van de oorlellen is gebruikelijk bij de Maasai, net als bij andere stammen, en zowel mannen als vrouwen dragen metalen ringen aan hun opgerekte oorlellen. Verschillende materialen zijn gebruikt om de oorlellen zowel te doorboren als op te rekken, waaronder doornen voor het doorboren, takjes, bundels van takjes, stenen, doorsneden van olifantenslagtanden en lege filmrolhouders. Vrouwen dragen verschillende vormen van kralenornamenten in zowel de oorlel als in kleinere piercings aan de bovenkant van het oor.

## Opgroeien
Oorspronkelijk stuurden de Maasai hun kinderen niet naar school, omdat de kinderen voor de dieren moesten zorgen. In hun tiener- of jeugdjaren, na hun initiatie, zouden de jongens overgaan tot het Moranisme, wat meer dan 2 jaar kon duren voordat ze officieel mannen werden. De meisjes hielpen hun moeders met huishoudelijke taken, het bouwen en renoveren van de manyatta's, het verzamelen van brandhout, het halen van water en soms het zorgen voor de dieren. De situatie is echter vandaag de dag anders, aangezien alle Maasai-kinderen vanaf hun 4e jaar naar school gaan.
De besnijdenis is een belangrijke gebeurtenis in het leven van een Maasai. Het betekent volwassen worden. Er is een groot verschil voor jongens en meisjes in hun leven na de besnijdenis. Jongens worden vrijer, maar meisjes juist minder. Meestal trouwen de meisjes niet lang na de besnijdenis, wat nu in Kenia verboden is. Er wordt bij de meeste jonge vrouwen nog symbolisch besneden. Bijna altijd trouwen ze een veel oudere man (tien tot vijftien jaar ouder), omdat ze daaraan worden uitgehuwelijkt door hun ouders, die voor haar een bruidsschat krijgen. Ze krijgen kinderen en moeten dan voor een huishouden zorgen. De krijgers moeten trouwen met de vrouw die hun ouders voor hem hebben uitgezocht. En mogen, nadat ze hiermee getrouwd zijn en de bruidsschat betaald hebben, ook met andere vrouwen trouwen. Ze mogen meerdere vrouwen trouwen, vooropgesteld dat ze niet een oudere vrouw trouwen. Iemand van hun eigen leeftijdsgroep, of jonger mag wel.
Een andere gewoonte is het uittrekken van de twee voorste ondertanden. Dit heeft een praktische bedoeling, bij de veel voorkomende tetanus kan men ondanks kaakklem gevoed worden.
Traditioneel voeren de Maasai uitgebreide overgangsrituelen uit, die onder andere genitale verminking omvatten om kinderen in de volwassenheid in te wijden. Het Maa-woord voor besnijdenis, "emorata," wordt toegepast op dit ritueel voor zowel mannen als vrouwen. Dit ritueel wordt doorgaans uitgevoerd door de ouderen, die een geslepen mes en geïmproviseerde verbanden van runderhuiden gebruiken voor de procedure. 

## Dorpen en huizen

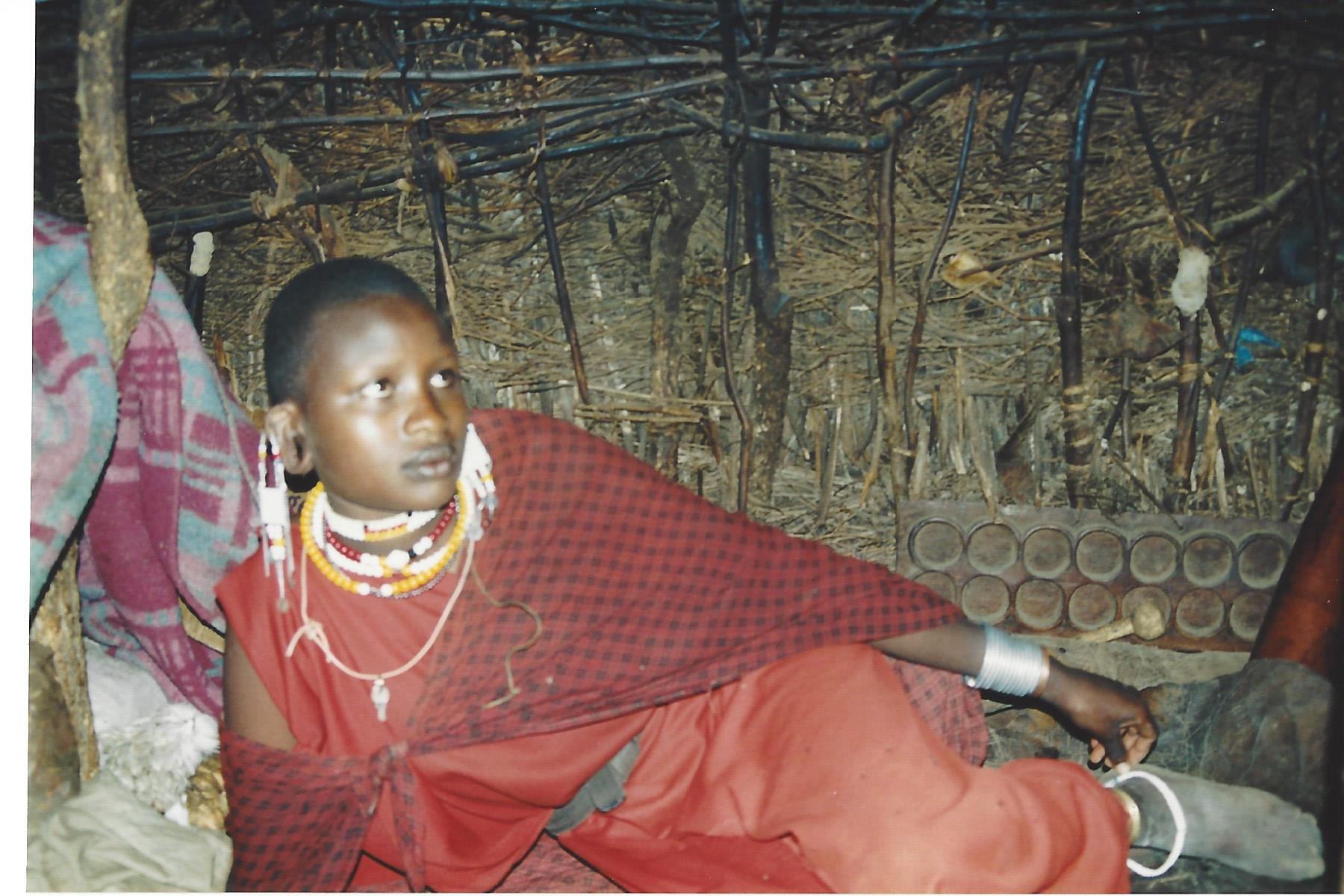
Masai-vrouw in haar huis

Maasai wonen in een kraal die ze "boma" noemen. Om de kraal heen staat een omheining van doorntakken om de wilde dieren op afstand te houden. In de kraal staan hun hutten en in het midden daarvan opnieuw omheinde plekken voor het vee. Hun hutten zijn gemaakt van gevlochten takken, waarvan de gaten zijn opgevuld met mest en modder. De hutten zijn ongeveer 15 vierkante meter groot (3 x 5m). Er zijn vier gedeeltes:
- slaapkamer voor de man
- slaapkamer voor de vrouw en de kleine kinderen
- soort huiskamer met vuur.
- kamer voor enkele zieke dieren.

De vrouw en de kinderen slapen samen op een koeienhuid. Bij "speciale gelegenheden" slapen de man en de vrouw samen. Op het vuur koken ze eten.
Een kamp voor de krijgers (ook morani genoemd) wordt "manyatta" genoemd.

## Onderwijs
De kinderen van de Masai gaan naar school. De eerste levensjaren blijven de kinderen bij de moeder. Als ze 6 jaar zijn gaan ze naar een school die bij de betreffende stam hoort. Daar leren ze het alfabet, en de basis van het rekenen. Sommige kinderen krijgen ook Engels. Als de kinderen ouder worden gaan ze wandelend of met een schoolbus naar school. Afstanden zijn vaak groot en moeilijk te overbruggen.
Het kind van de medicijnman wordt opgeleid tot medicijnman en kan de taak van zijn vader overnemen.

## Afbeeldingen

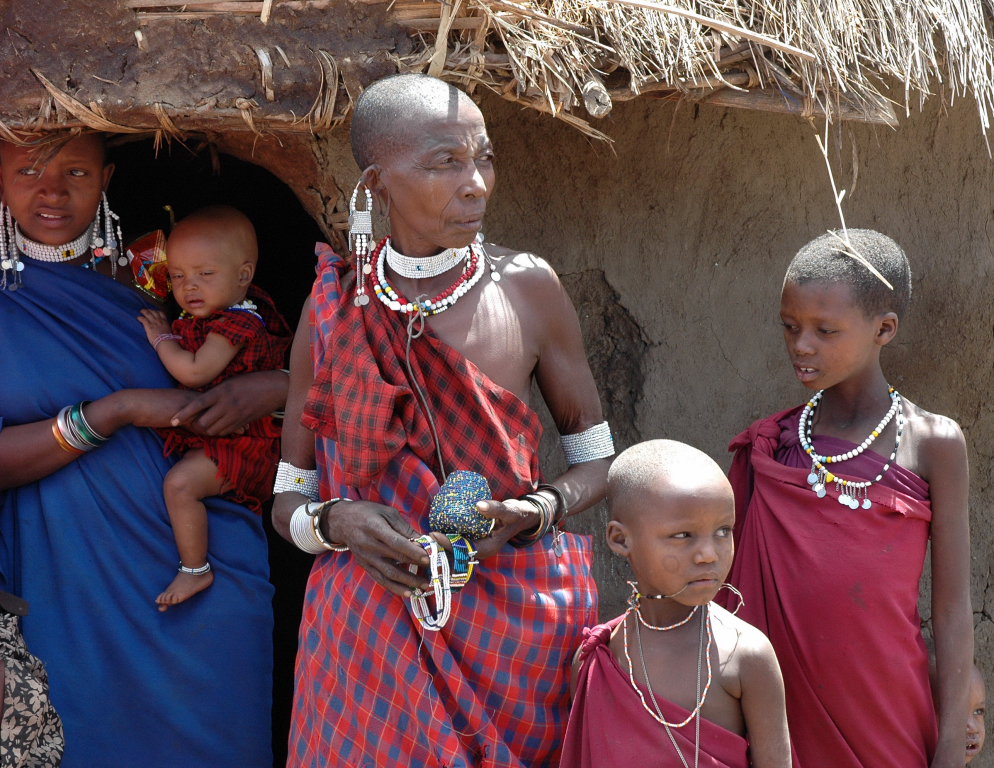
Masai-vrouwen
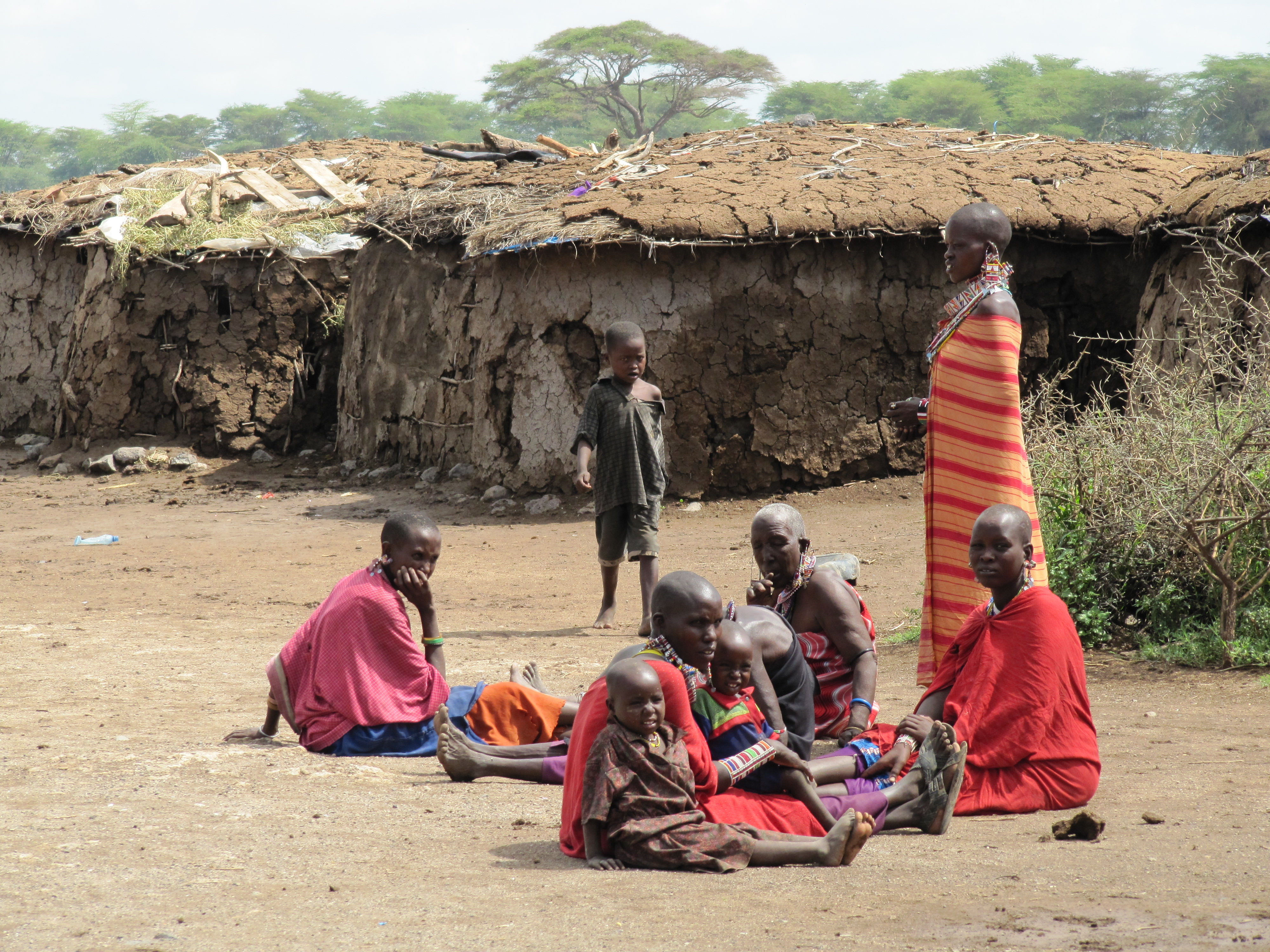
Een Masai-dorp in het Nationaal park Amboseli
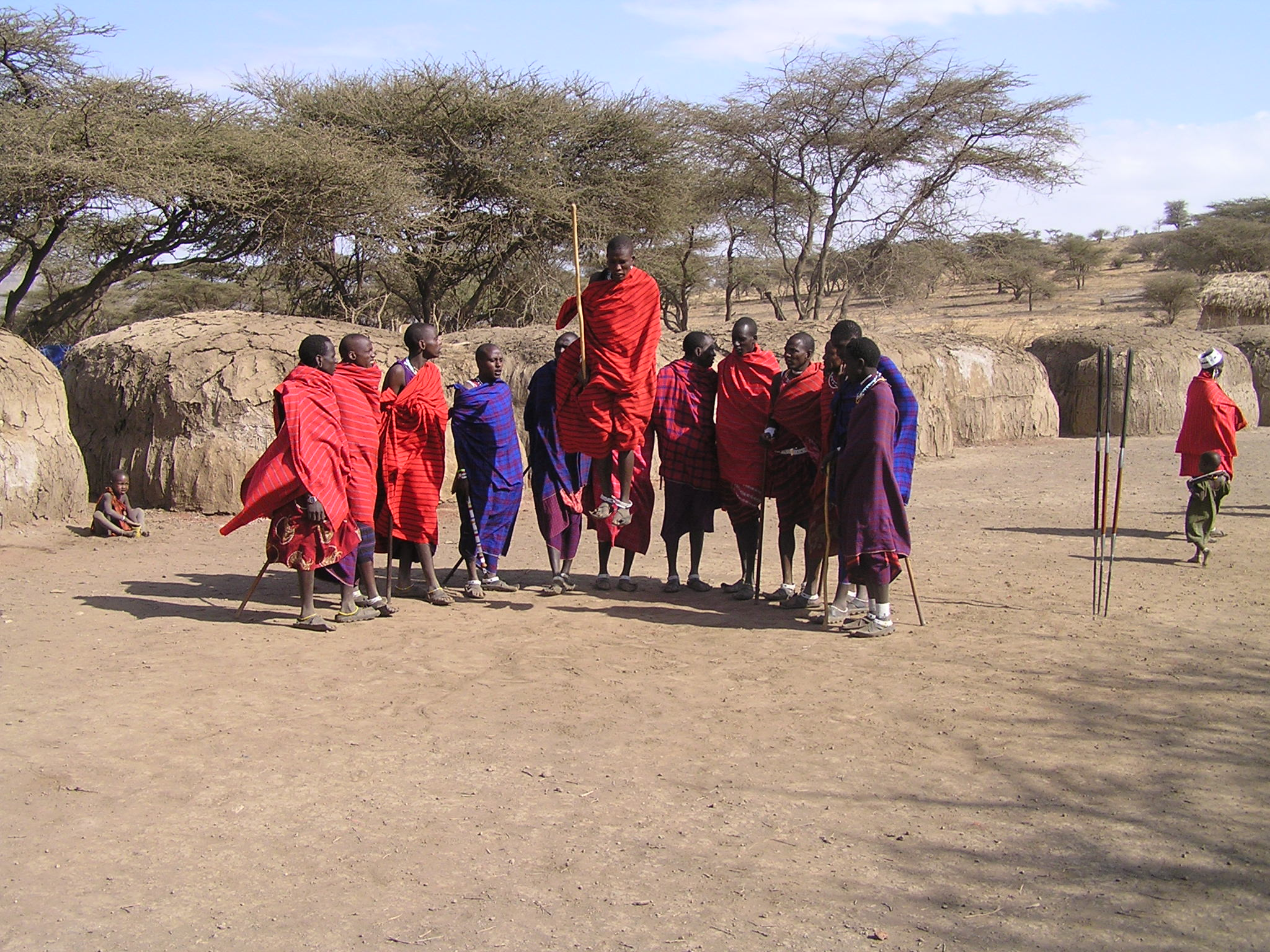
Het spring-ritueel van de Masai
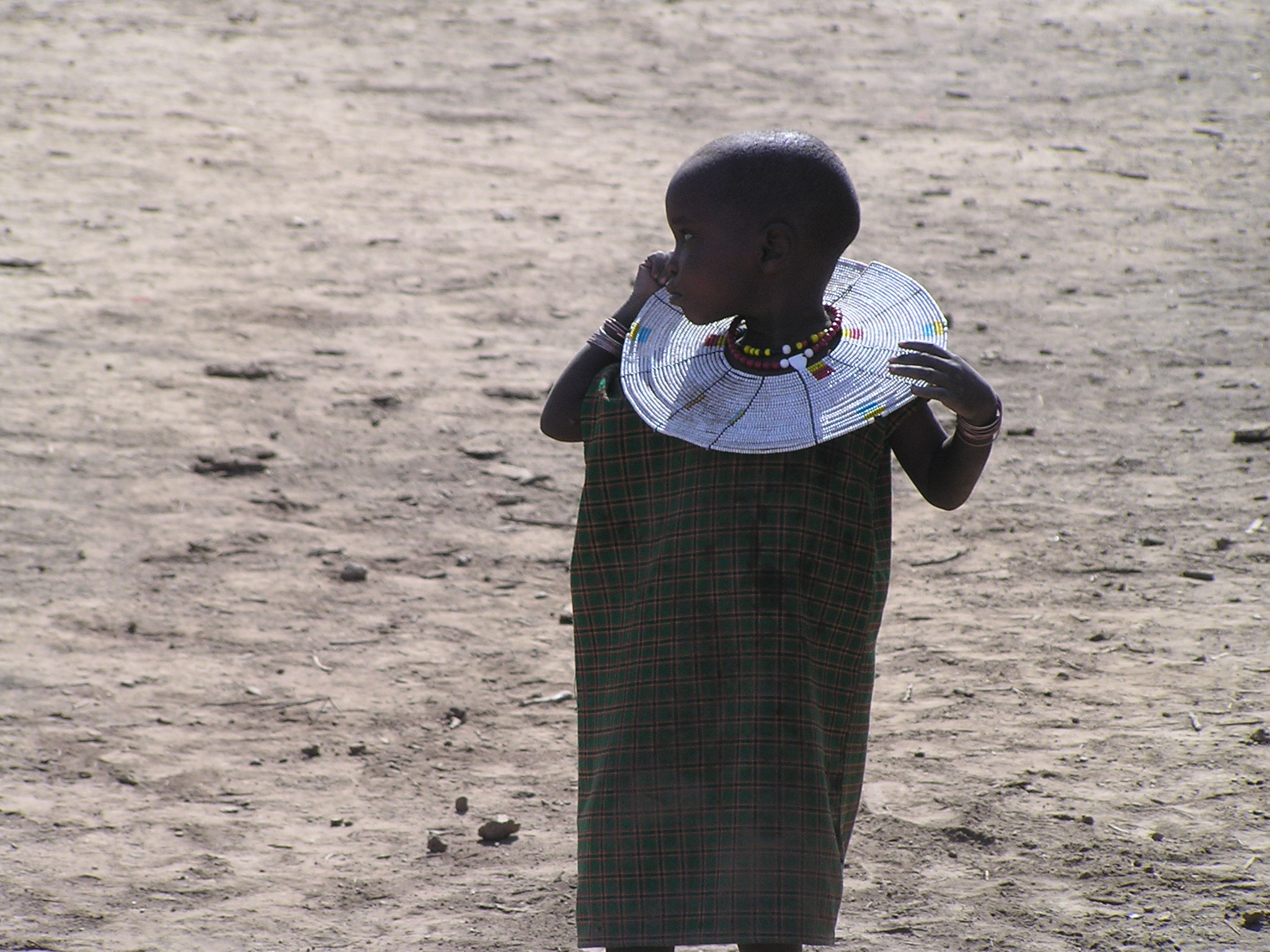
Masai-kind
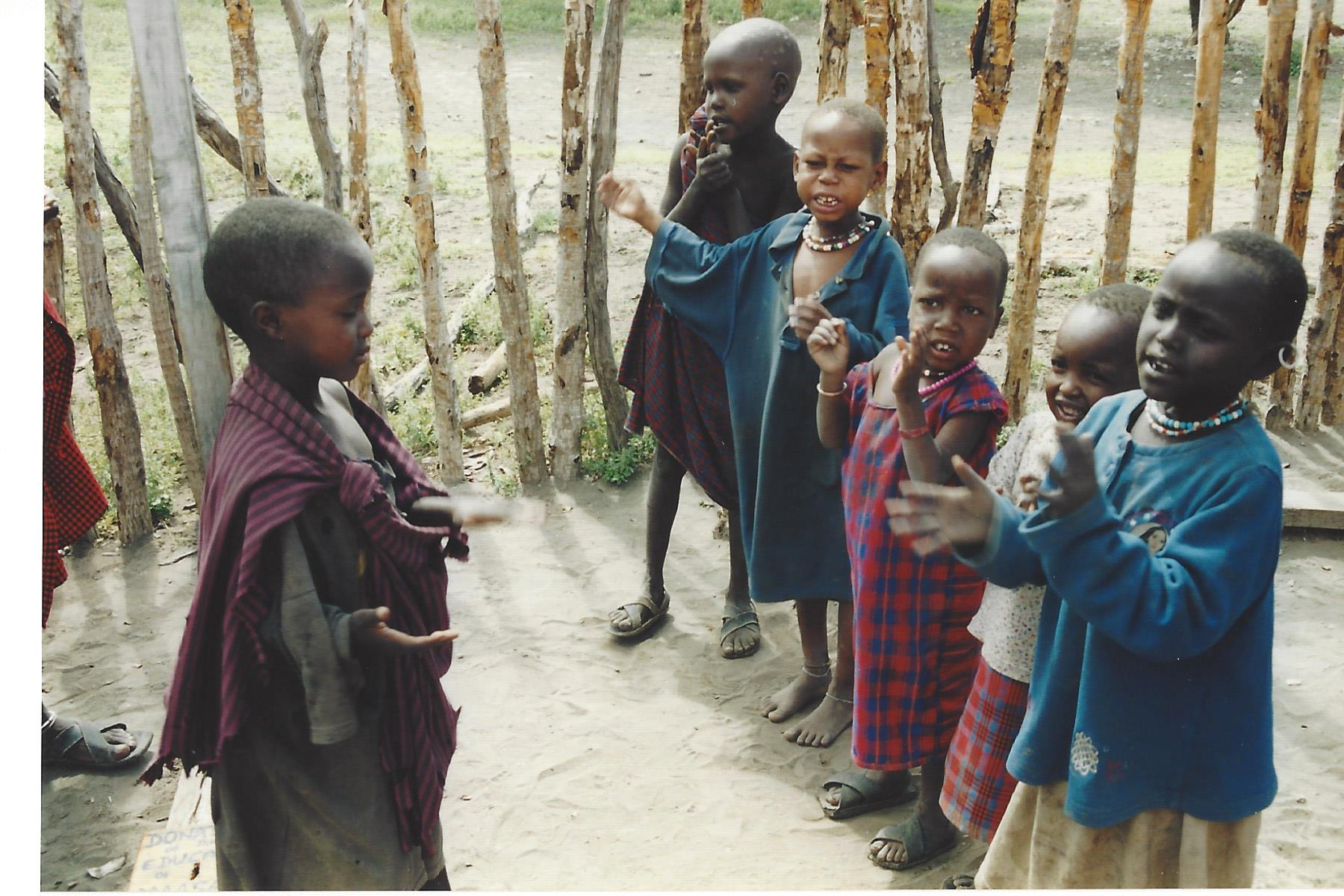
Masai-school
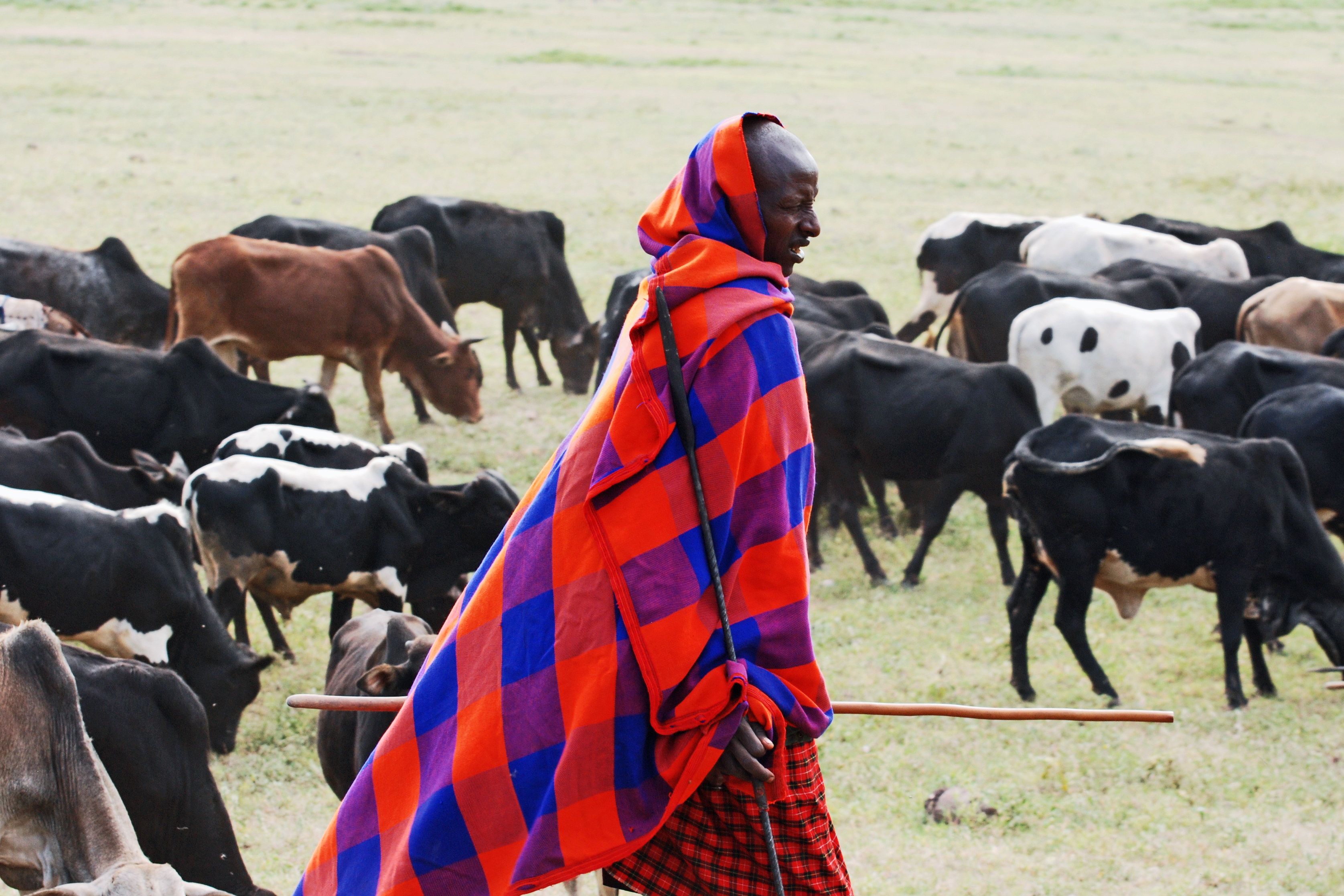
Masai-herder met vee